# Odessa (Delaware)
Odessa é uma vila localizada no estado americano de Delaware, no condado de New Castle. Fundada como Cantwell's Bridge no século XVIII, o nome foi mudado no século XIX, em homenagem à cidade portuária ucraniana do mesmo nome. Hoje, uma parte significativa da vila é um distrito histórico listado no Registro Nacional de Lugares Históricos. Com apenas 366 habitantes, de acordo com o censo nacional de 2020, é a 41ª localidade mais populosa do estado.

## Geografia
De acordo com o Departamento do Censo dos Estados Unidos, a vila tem uma área de 1,35 km², dos quais 1,31 km² estão cobertos por terra e 0,04 km² (2,7%) por água. Situa-se ao longo do rio Appoquinimink.

### Localidades na vizinhança
O diagrama seguinte representa as localidades num raio de 24 km ao redor de Odessa.

## Demografia
Desde 1900, o crescimento populacional médio, a cada dez anos, é de -2,2%, embora a vila tenha tido um crescimento nos últimos 20 anos.

### Censo 2020
Segundo o censo nacional de 2020, a sua população é de 366 habitantes e sua densidade populacional de 278,6 hab/km². Seu crescimento populacional na última década foi de 0,5%, bem abaixo do crescimento estadual de 10,2%. É a 41ª localidade mais populosa e a 49ª mais densamente povoada do Delaware.
Possui 153 residências que resulta em uma densidade de 116,5 residências/km² e um decréscimo de -0,6% em relação ao censo anterior. Deste total, 8,5% das unidades habitacionais estão desocupadas. A média de ocupação é de 2,6 pessoas por residência.
A renda familiar média é de 73 594 dólares e a taxa de emprego é de 57,5%.

## Marcos históricos
O Registro Nacional de Lugares Históricos lista 28 marcos históricos em Odessa, dos quais apenas um é Marco Histórico Nacional, o Corbit-Sharp House. O primeiro marco foi designado em 24 de dezembro de 1967 e os mais recentes em 11 de setembro de 1992, o Green Meadow, o Hill Island Farm e o David W. Thomas House.